# Klingbachtalbahn
| |                          |                                                 |                                                 |
| Streckennummer: | 3441                     |                                                 |                                                 |
| Kursbuchstrecke: | 282e (1946) zuletzt 282c |                                                 |                                                 |
| Streckenlänge: | 9,460 km                 |                                                 |                                                 |
| Spurweite: | 1435 mm (Normalspur)     |                                                 |                                                 |
| |                          |                                                 |                                                 |
| \| \| \| von Neustadt \| \| \| \| 0,000 \| Rohrbach (Pfalz) (früher: Rohrbach-Steinweiler) \| Rohrbach (Pfalz) (früher: Rohrbach-Steinweiler) \| \| \| \| nach Wissembourg \| \| \| \| 3,600 \| Billigheim-Mühlhofen \| Billigheim-Mühlhofen \| \| \| 4,807 \| Ingenheim-Appenhofen \| Ingenheim-Appenhofen \| \| \| 6,900 \| Heuchelheim-Klingen \| Heuchelheim-Klingen \| \| \| 9,460 \| Klingenmünster \| Klingenmünster \| |                          |                                                 |                                                 |
| Strecke |                          | von Neustadt                                    | von Neustadt                                    |
| Haltepunkt / Haltestelle | 0,000                    | Rohrbach (Pfalz) (früher: Rohrbach-Steinweiler) | Rohrbach (Pfalz) (früher: Rohrbach-Steinweiler) |
| Abzweig ehemals geradeaus und nach links |                          | nach Wissembourg                                | nach Wissembourg                                |
| Bahnhof (Strecke außer Betrieb) | 3,600                    | Billigheim-Mühlhofen                            | Billigheim-Mühlhofen                            |
| Bahnhof (Strecke außer Betrieb) | 4,807                    | Ingenheim-Appenhofen                            | Ingenheim-Appenhofen                            |
| Haltepunkt / Haltestelle (Strecke außer Betrieb) | 6,900                    | Heuchelheim-Klingen                             | Heuchelheim-Klingen                             |
| Kopfbahnhof Streckenende (Strecke außer Betrieb) | 9,460                    | Klingenmünster                                  | Klingenmünster                                  |

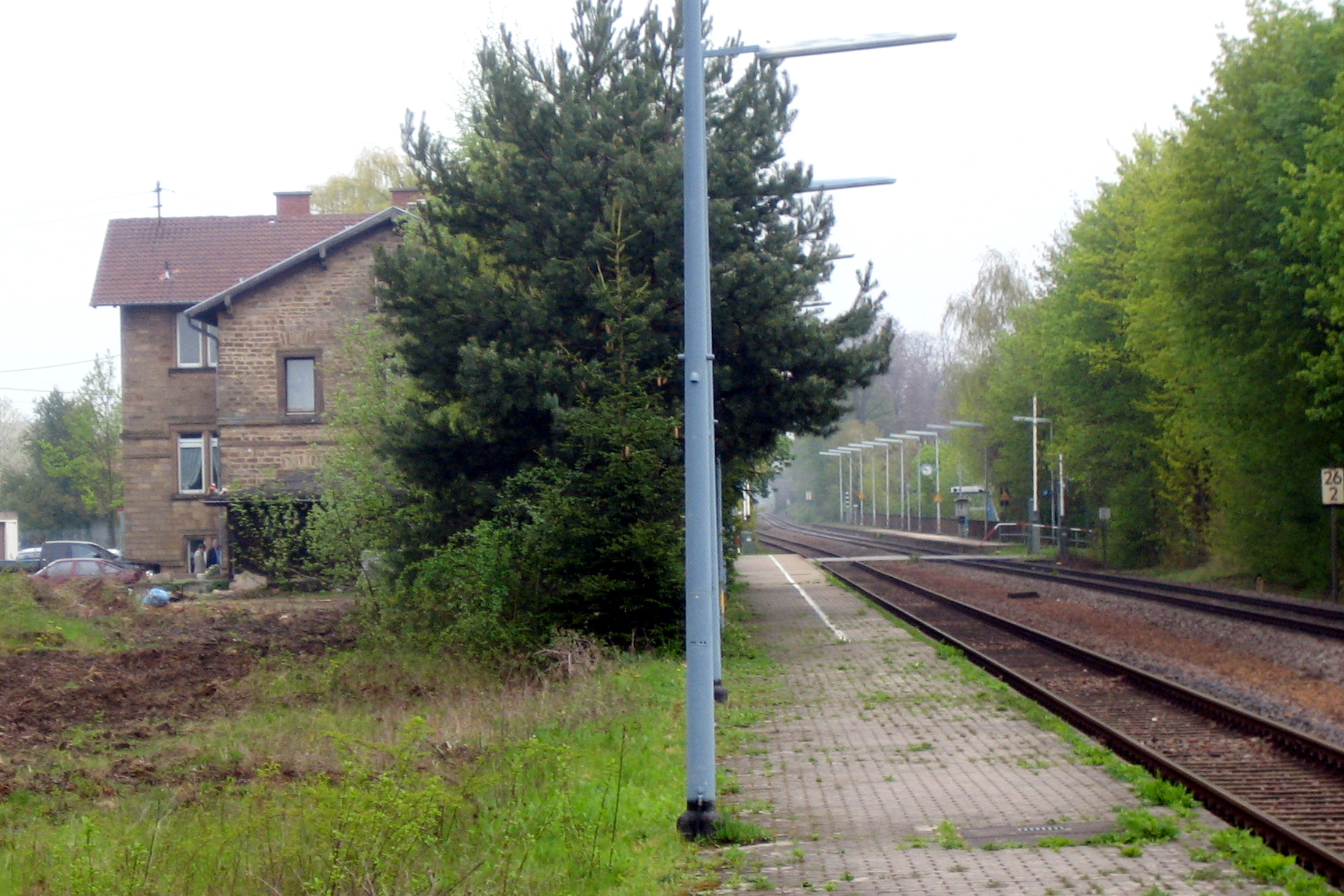
Bahnhof Rohrbach (Pfalz), ehemals Rohrbach-Steinweiler, einst Ausgangspunkt der Klingbachtalbahn

Die Klingbachtalbahn, manchmal auch Klingbachbahn, war eine insgesamt 9,460 km lange staatliche Nebenbahn, die im Bahnhof Rohrbach-Steinweiler (heute Rohrbach (Pfalz)) von der Bahnstrecke Neustadt–Wissembourg abzweigte und nach Klingenmünster führte. Sie wurde 1892 eröffnet. Der Personenverkehr endete 1957, der Güterverkehr folgte 1968. Anschließend wurde die Strecke abgebaut. Ihren Namen erhielt sie vom Klingbach, einem südpfälzischen Nebenfluss des Rheins, dem sie auf ihrer gesamten Länge folgt.

## Geschichte

### Planung und Bau
Bereits im Jahr 1865 gab es erste Pläne, eine Nebenbahn durch das Klingbachtal bis nach Bergzabern zu bauen. Insbesondere die Gemeinde Billigheim versprach sich einen wirtschaftlichen Aufschwung von einer solchen Strecke.
Die Bauarbeiten begannen im Jahr 1888. Die Erstellung des Bahndamms wurde von einem Bauunternehmer aus Lingenfeld durchgeführt. Hierbei waren auch italienische Bauarbeiter zu Hilfe geholt worden.
Die Strecke von Rohrbach-Steinweiler nach Klingenmünster wurde dann am 1. Dezember 1892 eröffnet. Sie wurde im Volksmund auch als „de Wisseritscher“ bezeichnet.
Die Pläne, die Klingbachtalbahn bis nach Bergzabern durchzubinden und so einen Anschluss an die 1870 eröffnete Bahnstrecke Winden–Bad Bergzabern zu schaffen, scheiterten allerdings.
Ebenso gab es Bestrebungen, die Strecke über Rohrbach hinaus weiter entlang des Klingbachs über Herxheim bis Rülzheim zu verlängern. So wurde bereits 1894, zwei Jahre nach der Streckeneröffnung, eine unverbindliche Entwurfskonzession für eine „Sekundärbahn“ von Rohrbach nach Herxheim erteilt. Insbesondere in Herxheim gab es Interessenten einer solchen Bahnverbindung, die eigens hierfür Kontakt mit dem dafür zuständigen Komitee in Klingenmünster aufnahmen. Technische Schwierigkeiten, die beim Bau und beim Betrieb zu erwarten gewesen wären, verhinderten jedoch die Verlängerung der Klingbachtalbahn in Richtung Rhein. Nachdem Herxheim 1898 einen Bahnanschluss nach Landau erhalten hatte, wurden diese Pläne endgültig aufgegeben. Die Strecke wurde über viele Jahre hinweg stark frequentiert.

### Unfall

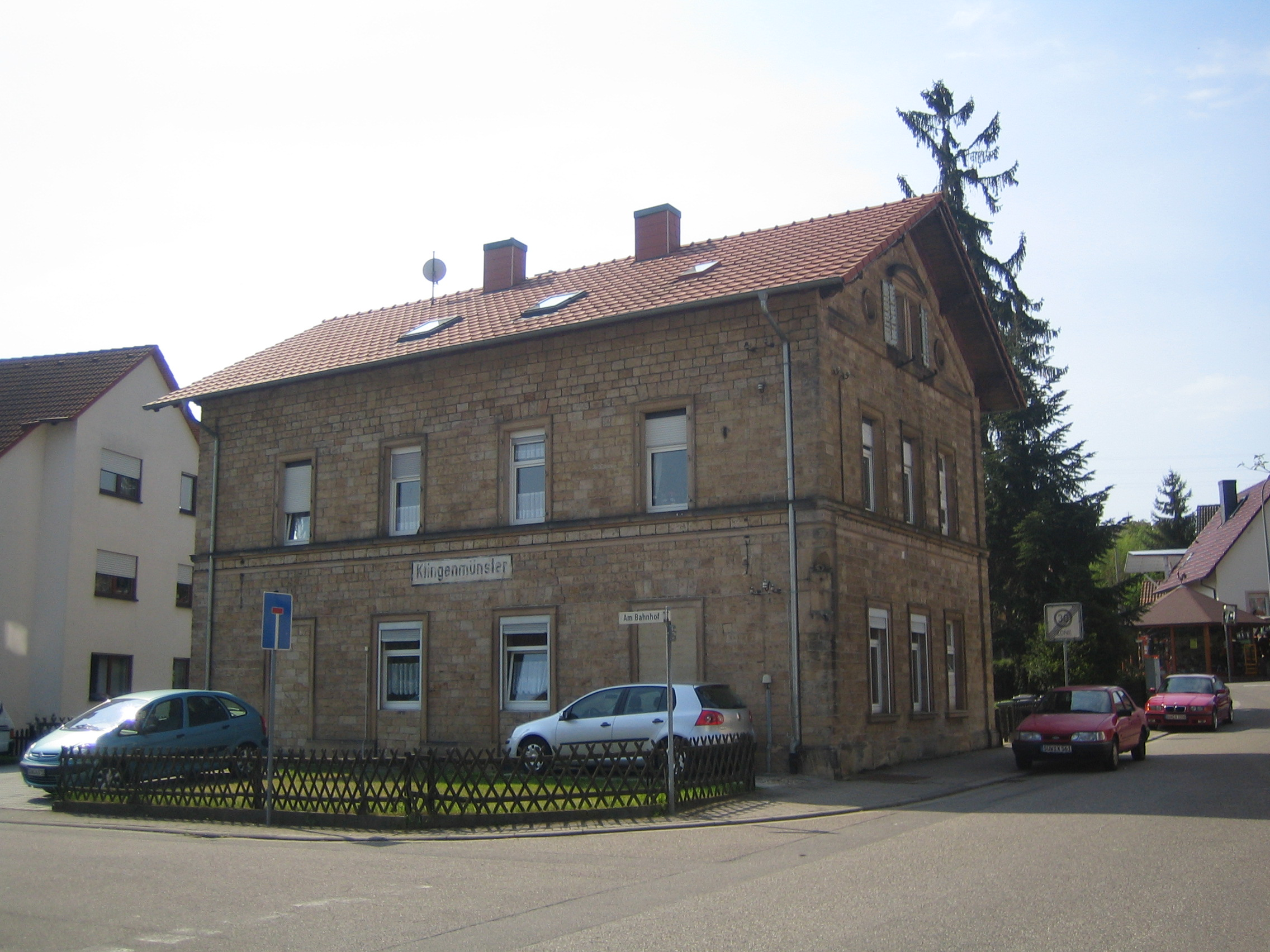
Empfangsgebäude Klingenmünster

Am 30. Dezember 1948 kam es am späten Vormittag am unbeschrankten Bahnübergang an der Straße von Rohrbach nach Steinweiler, der sich unweit des Abzweigs von der Hauptstrecke befand, zu einem Zusammenstoß zwischen dem Personenzug Klingenmünster–Landau und einem Lastkraftwagen, bei dem die Lokomotive 64 450 und zwei Waggons entgleisten. Während der Lokführer und der Heizer mit leichten Verletzungen davonkamen, starb der Lastwagenfahrer, sein Beifahrer erlitt einen Schädelbruch.

### Stilllegung
Zum 1. November 1952 wurde auf der Strecke der Vereinfachte Nebenbahnbetrieb eingeführt und alle Betriebsbediensteten abgezogen.
Der Personenverkehr wurde am 2. Juni 1957 eingestellt. Unter den von der Pfälzischen Maximiliansbahn abzweigenden Strecken war die Klingbachtalbahn somit die erste ohne Personenverkehr.
In den Folgejahren wurde noch ein sogenannter „Bedarfsgüterverkehr“ durchgeführt. Im Jahr 1966 ermittelte die Deutsche Bundesbahn für die Klingbachtalbahn einen Jahresfehlbetrag von 246.000 DM. Außerdem prognostizierte sie einen Investitionsbedarf von ungefähr 870.000 DM und kam zu dem Ergebnis, dass nur eine Gesamtstilllegung wirtschaftlich sinnvoll sei.
Am 24. September 1967 kam auch für den seither nur noch sporadisch bedienten Güterverkehr das Aus. Offiziell wurde der Betrieb zum 31. Dezember 1967 eingestellt. Ein Jahr später wurde die Strecke dann auch abgebaut.

## Verkehr
In seinen letzten Betriebsjahren war der Verkehr mit Dampflokomotiven der Baureihe 64 und Schienenbusse aus dem Bahnbetriebswerk Landau durchgeführt worden. Außerdem verkehrte vormittags ab Landau täglich ein gemischter Zug (Güterzug mit Personenbeförderung, GmP) nach Klingenmünster. Im Kursbuch der Deutschen Bundesbahn war die Strecke zuletzt unter der Nummer 282c verzeichnet.

## Betriebsstellen

### Rohrbach (Pfalz)
Der Bahnhof Rohrbach (Pfalz) befindet sich am östlichen Ortsrand von Rohrbach. In den ersten 22 Jahren seines Bestehens war er der einzige Halt zwischen Landau und Winden. In den ersten Jahrzehnten seines Bestehens trug er die Bezeichnung Rohrbach b. Landau, später wurde er aufgrund seiner Bedeutung für die Gemeinde Steinweiler in Rohrbach-Steinweiler umbenannt. Am 1. Dezember 1892 war hier der Ausgangspunkt der Klingbachtalbahn nach Klingenmünster, die 1957 den Personen- und zehn Jahre später den Güterverkehr verlor. Mit der Einstellung des Güterverkehrs und dem Rückbau der Gleisanlagen folgte zusätzlich die Aufgabe des Bahnhofs als Blockstelle, so dass er seither nur noch ein Haltepunkt ist. Seit der Eröffnung des Haltepunktes Steinweiler 1999 führt er die jetzige Bezeichnung. Sein früheres Empfangsgebäude steht unter Denkmalschutz.

### Billigheim-Mühlhofen
Der Bahnhof Billigheim-Mühlhofen verfügte über ein Überholgleis sowie ein zusätzliches Abstellgleis. Das Empfangsgebäude befindet sich nördlich der Gleisanlagen. Zum 1. September 1943 wurde der Bahnhof zu einem Haltepunkt herabgestuft, zum 4. Oktober 1959 geschlossen.

### Ingenheim-Appenhofen
Der Bahnhof Ingenheim-Appenhofen verfügte über insgesamt 3 Gleise. Auch bei ihm befand sich das Empfangsgebäude nördlich der Gleisanlagen. Zum 1. September 1943 wurde der Bahnhof zu einem Haltepunkt herabgestuft.

### Heuchelheim-Klingen
Der Bahnhof Heuchelheim-Klingen hatte 2 Gleise. Empfangsgebäude und Güterschuppen lagen nördlich davon. 1959 wurde der Bahnhof als Verkehrshalt geschlossen. Er trug damals die Bezeichnung Klingen (Pfalz).

### Klingenmünster
Der Bahnhof Klingenmünster verfügte über insgesamt 4 Gleise in Ost-West-Ausrichtung. Das Empfangsgebäude ist größer als bei den vorgenannten Betriebsstellen. Östlich des Empfangsgebäudes befanden sich ein Güterschuppen und ein Lokschuppen.

## Relikte

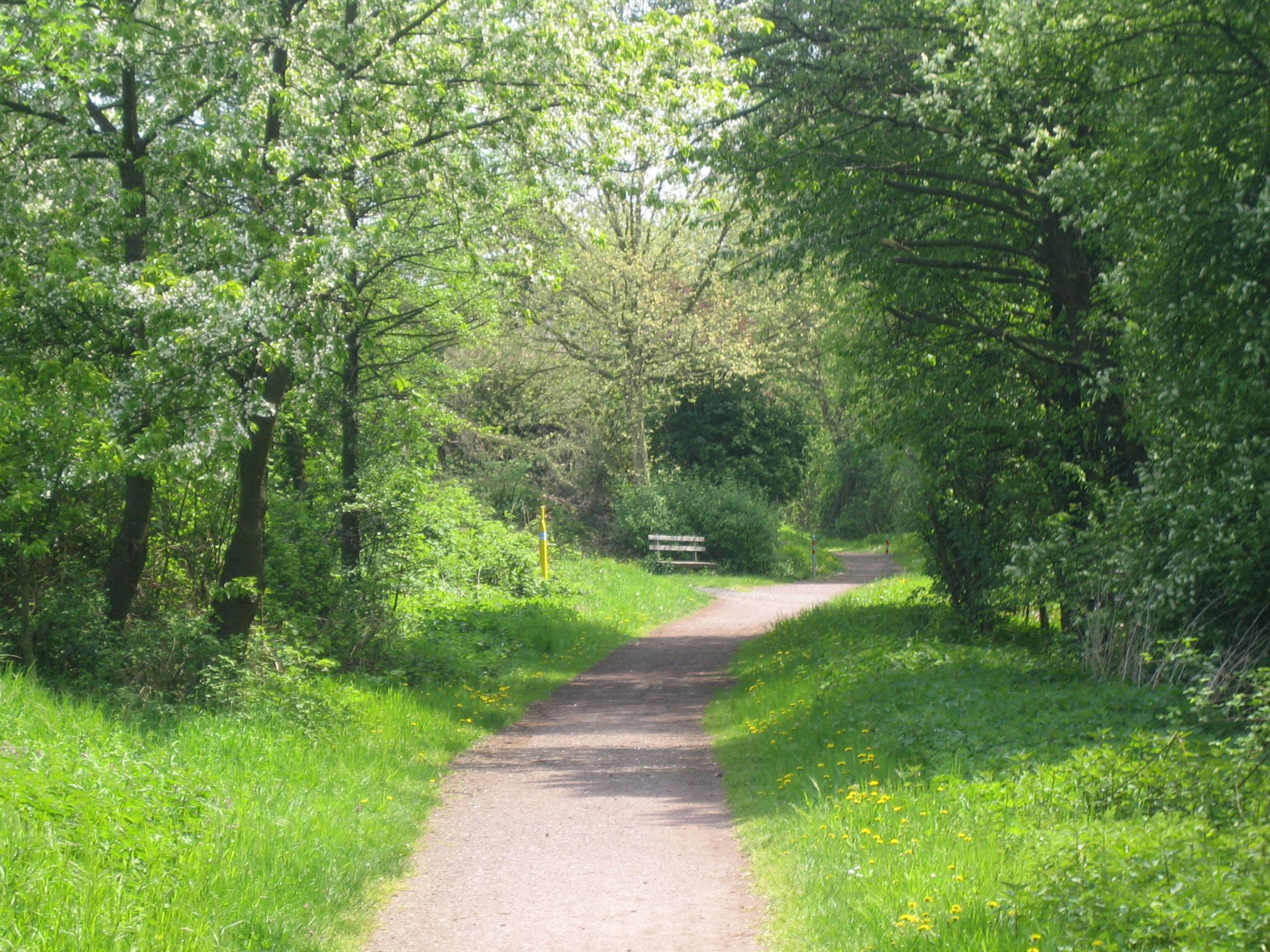
Klingbachradweg auf der früheren Bahntrasse

Der Ausgangsbahnhof Rohrbach-Steinweiler wurde zwischenzeitlich zum Haltepunkt zurückgebaut und 1999 in „Rohrbach (Pfalz)“ umbenannt, als Steinweiler im selben Jahr an der Maximiliansbahn einen ortsnahen Haltepunkt erhalten hatte. Der „Klingbachtalbahnsteig“ sowie die Stumpfgleise waren bis 2006 erhalten geblieben, ehe sie einer Umgehungsstraße wichen.
Der mittlerweile angelegte sogenannte „Klingbach-Radweg“ von Vorderweidenthal nach Hördt verläuft zwischen den früheren Bahnhöfen Heuchelheim-Klingen und Billigheim-Mühlhofen auf der ehemaligen Trasse der Klingbachtalbahn. Die Bahnhofsgebäude sind alle noch erhalten. In Klingenmünster verschwand um die Jahrtausendwende jedoch der Güterschuppen, welcher nach einem Standardentwurf der Pfalzbahn entstanden war, während der ehemalige Lokschuppen östlich des Bahnhofes noch vorhanden ist. Im Bahnhof Ingenheim-Appenhofen, dessen Gebäude längst auch schon in Privatbesitz übergegangen ist, wurde außerdem ein Formsignal aufgestellt.